# Tityus dedoslargos
Espèce
Tityus dedoslargos est une espèce de scorpions de la famille des Buthidae.

## Distribution
Cette espèce est endémique du Costa Rica. Elle se rencontre dans les provinces de Puntarenas et de San José.

## Description
Les mâles mesurent de 55,2 à 79,5 mm et les femelles de 63,9 à 68,0 mm.

## Publication originale
- Francke & Stockwell, 1987 : « Scorpions (Arachnida) from Costa Rica. » Texas Tech University Museum Special Publications, no 25, p. 1-64 (texte intégral).